# 深浦弘信
深浦 弘信（ふかうら ひろのぶ、1956年（昭和31年）3月17日 - ）は、日本の政治家。佐賀県伊万里市長（2期）。

## 来歴
佐賀県伊万里市立花町渚に生まれる。伊万里市立大坪小学校、伊万里市立伊万里中学校、佐賀県立伊万里高等学校、九州大学経済学部卒業。伊万里市役所に入庁。伊万里情報センターの設立に参画。有志で情報誌『いっと』を創刊した。総務部情報推進課長、水道部管理課長、総務部契約監理課長、水道部長、産業部長。2016年（平成28年）3月、伊万里市役所を定年退職。
2017年（平成29年）12月20日、任期満了に伴う伊万里市長選挙に立候補する意向を表明。
2018年（平成30年）4月15日に行われた伊万里市長選挙に無所属で出馬。現職の塚部芳和ら2候補を破り初当選した。4月27日、市長就任。選挙の結果は以下のとおり。
※当日有権者数：44,806人 最終投票率：60.16%（前回比：pts）
| 候補者名 | 年齢 | 所属党派 | 新旧別 | 得票数   | 得票率 | 推薦・支持 |
| -------- | ---- | -------- | ------ | -------- | ------ | ---------- |
| 深浦弘信 | 62   | 無所属   | 新     | 13,691票 | 51.28% |            |
| 塚部芳和 | 68   | 無所属   | 現     | 12,068票 | 45.20% |            |
| 井関新   | 62   | 無所属   | 新     | 941票    | 3.52%  |            |

2022年（令和4年）4月17日に行われた市長選挙で塚部ら3候補を破り再選。